# Bruno Holenweger
Bruno Holenweger (Lachen, 7 d'agost de 1965) va ser un ciclista suís, que fou professional entre 1987 i 1992. Els seus majors èxits els va aconseguir en el ciclisme en pista.

## Palmarès en pista
- 1990
  - 1r al Sis dies de Berlín (amb Volker Diehl)
- 1992
  - 1r al Sis dies de Colònia (amb Remig Stumpf)

## Palmarès en ruta

### Resultats al Giro d'Itàlia
- 1990. 116è de la classificació general